# Stadio Islas Malvinas
Lo stadio Islas Malvinas è uno stadio di Buenos Aires, in Argentina. Ospita le partite casalinghe del Club Atlético All Boys ed ha una capienza di 21 500 persone.
È situato nel quartiere di Monte Castro ed è stato inaugurato il 28 settembre 1963.